# Emoia aneityumensis
Emoia aneityumensis là một loài thằn lằn trong họ Scincidae. Loài này được Medway mô tả khoa học đầu tiên năm 1974.